# Cantonul Uzel
Cantonul Uzel este un canton din arondismentul Saint-Brieuc, departamentul Côtes-d'Armor, regiunea Bretania, Franța.

## Comune
- Allineuc
- Grâce-Uzel
- Merléac
- Le Quillio
- Saint-Hervé
- Saint-Thélo
- Uzel (reședință)